# Oddział Wojtenki
Oddział Wojtenki (ros. Oтряд Войтенки) – antysowiecki oddział partyzancki na Białorusi po 1944 roku.
Oddział został sformowany krótko po wyzwoleniu Białorusi spod okupacji hitlerowskiej przez Armię Czerwoną w II połowie 1944 roku. Na jego czele stanął niejaki Wojtenko, który podczas okupacji niemieckiej był współpracownikiem SD. Oddział działał na obszarze rejonu krasnogorskiego. Jego liczebność - poprzez duży przyrost ochotników z miejscowych wsi i miasteczek - osiągnęła ok. 1000 partyzantów. Jednakże ponad połowa z nich nie miała broni palnej, będąc uzbrojona w widły, topory itd. Przeciwko oddziałowi Wojtenki, nazywanemu brygadą partyzancką, Sowieci skierowali kilka batalionów Wojsk Wewnętrznych NKWD, wspartych artylerią i bronią pancerną. W ciągu kilkunastu miesięcy ciężkich walk partyzanci zostali rozbici. Ich dowódca zginął podczas próby przerwania okrążenia. Na czele resztek oddziału stanął Nikołaj Kozin (patrz: Oddział Nikołaja Kozina).